# 여고시절 (드라마)
《여고시절》은 2001년 9월 2일부터 2002년 10월 27일까지 SBS에서 일요일 저녁마다 방영된, 1970년대 ~ 1980년대의 여고생들의 모습을 그린 일요 시트콤이다.

## 등장 인물
- 이유진
- 예지원 (중도 투입, 10회~)
- 정보석
- 유정현
- 김지영
- 이주희 (중도 하차, ~40회)
- 임성민 (중도 하차, ~13회)
- 김정난
- 김성겸
- 조오련 (중도 하차, ~39회)
- 홍록기 (중도 투입, 29회~)
- 오주은 (중도 투입, 30회~)
- 한태윤 (중도 투입, 35회~)

## 특별 출연
- 백지연 (1회)
- 설운도 (2회)
- 전영록 (3회)
- 구준엽 (3회, 43~46회)
- 엄정화 (4회)
- 이선정 (5회, 37회)
- 홍경민 (7회, 53회)
- 이지희 (13회)
- 이지현 (23회)
- 강수지 (33~42회)
- 홍진경 (34회)
- 박상민 (37회)
- 김혜리 (50회)
- 구창모
- 박용식

## 결방
- 2001년 12월 30일 : 송년특집 <빅스타 명장면 NG열전> 1~2부 편성
- 2002년 6월 9일 : 월드컵 편성 등으로 결방
- 2002년 6월 16일 : 월드컵 편성 등으로 결방
- 2002년 6월 30일 : 월드컵 편성 등으로 결방
- 2002년 7월 7일 : 특집 <히딩크 사단의 비밀> 편성[1]
- 2002년 9월 1일 : 故 이주일 추모특집 <이주일, 황제가 남긴 웃음> 편성으로 결방
- 2002년 9월 22일 : 추석특선영화 친구 편성[2]으로 결방
- 2002년 10월 6일 : 6시부터 아시안게임 야구 예선 <한국 VS 일본> 중계가 편성되어[3] SBS 8 뉴스가 8시 40분, 그 여자 사람잡네가 9시 10분, 라이벌이 10시 10분부터 11시 15분까지 편성되어 결방

## 참고 사항
- 이영자가 여고동창생의 일원이자 다이어트 강사로 출연할 예정이었지만 지방흡입술 파동 때문에 무산됐다[4].
- 출연진에 속했던 임성민은 해당 작품에 캐스팅되면서 그 동안 진행을 맡아 온 SBS 예능 프로그램 《장미의 이름》에서 2001년 가을개편 때 중도하차했는데[5], 정작 본 작품에서 자신의 대사가 점점 줄어드는 등 출연 분량 부족으로 배역이 위축되자 2001년 11월 25일 방송분을 끝으로 하차했다[6].
- 정보석이 해당 프로그램을 통해 처음으로 시트콤 연기에 도전하였다.[7]
- 전문연기자가 아닌 MC 등이 극에 출연한 탓에 전달력이 미흡했던 데다가 억지웃음을 유발했다는 지적[8]이 있었다.
- 선정적 소재와 폭력성, 수준 이하의 대사 등[9]으로 비난을 샀다.
- 당초 오후 9시 50분에 방송되었으나 SBS가 《유리구두》를 통해 주말 특별기획드라마를 부활시킴에 따라 2002년 3월 3일부터 10시 50분으로 변경됐다. 동시간대에 방송된 MBC 《타임머신》 뿐 아니라 2002년 7월 14일 첫 회가 나간(첫 회는 일요일 밤 11시에 방영했으나 2회부터 일요일 밤 10시 30분에 방송) iTV <What's up>[10](2002년 11월 10일부터 <자니 윤 나이트쇼>로 제목 변경했고 2003년 1월 26일까지 일요일 밤 10시 30분에 방영됐지만 그 해 2월 8일부터 4월 5일 마지막회까지 토요일 밤 11시 30분에 방송됨) 때문에 시청률이 떨어져 결국 2002년 가을개편으로 막을 내렸다.